# (对异丙基甲苯)二氯化钌二聚体
(对异丙基甲苯)二氯化钌二聚体是含钌的有機金屬化合物，化学式为[(cymene)RuCl2]2。它是红色的抗磁性固体，可用作均相催化剂。它和二氯化苯钌二聚体的结构相似。
它可由水芹烯和三氯化钌水合物反应制得。
它和路易斯碱反应，生成单金属加合物：
[(cymene)RuCl2]2 + 2 PPh3 → 2 (cymene)RuCl2(PPh3)